# Vrbovec Samoborski
Vrbovec Samoborski is een plaats in de gemeente Samobor in de Kroatische provincie Zagreb. De plaats telt 283 inwoners (2001).